# Dariusz Bitner
Dariusz Bitner (ur. 30 listopada 1954 w Gdyni) – prozaik, krytyk literacki, autor utworów dla dzieci i młodzieży.
Od 1958 roku mieszka w Szczecinie. Ukończył Zasadniczą Szkołę Zawodową (jako jej uczeń, w 1970 debiutował w szczecińskim tygodniku „Jantar”) i Technikum Budowlane im. Kazimierza Wielkiego.
W 1976 roku nawiązał współpracę z magazynem satyrycznym „60 minut na godzinę” (redakcja rozrywkowa programu III Polskiego Radia), gdzie publikował humorystyczne (groteska, horror) mikrosłuchowiska (najpopularniejsze z nich, „Berek”, [ukazało się ostatecznie w książce pt. „Książka”], miało odrębną premierę na antenie), później z tygodnikiem satyrycznym „Karuzela” i Rozgłośnią Polskiego Radia w Szczecinie. W następnych latach jego teksty zaczęły się ukazywać w ogólnopolskich pismach literackich i społeczno-kulturalnych.
Prozę i eseje drukował m.in. w „Twórczości”, „Miesięczniku Literackim”, „Literaturze”, „Nowym Wyrazie”, „Piśmie Literacko-Artystycznym”, „Odrze”, „Akcencie”, „Radarze”, „Studencie”, „Nowym Nurcie”, „Pograniczach”.
Pracował przy realizacji filmu Alchemik, jako asystent reżysera; ponadto był stróżem nocnym w Miejskim Ośrodku Kultury w Szczecinie-Dąbiu oraz dziennikarzem w gazecie lokalnej. Pracował w agencji reklamowej Oskar Wegner. Jako scenarzysta współpracował z Teatrem KANA.
Założył i prowadził agencję dziennikarsko-literacką BASIL. Obsługiwał dziennikarsko i literacko kilka pism ogólnopolskich, zajmował się też składem książek, adiustacją tekstów i nadzorem produkcji wydawnictw.
Wydał we własnym zakresie kilka swoich książek oraz książkę autorstwa Henryka Berezy pt. Epistoły.
Powołał do życia i przez 9 miesięcy wydawał, rozprowadzane bezpłatnie, pismo „BABORAK. Kultura Szczecińska”. Jest członkiem Stowarzyszenia Pisarzy Polskich.
Obecnie pracuje w dziale promocji i marketingu w Miejskiej Bibliotece Publicznej w Szczecinie.

## Nagrody i nominacje
- 1982 – nagroda im. Stanisława Piętaka
- 1985 – nagroda im. Andrzeja Bursy
- 1987 – Nagroda Wojewody Szczecina
- 1990 – Nagroda im. Edwarda Stachury (za maszynopis książki Sam w śmietniku słów)
- 1996 – Wyróżnienie Fundacji Kultury za książkę pt. Bulgulula
- 1997 – Nagroda Fundacji Kultury za książkę pt. Pst
- 2000 – Nagroda Artystyczna Miasta Szczecina
- 2019 – nominacja do Nagrody Literackiej Gdynia za książkę Fikcja[4]

## Twórczość
- Proza (miniatury prozatorskie) – Szczecin: WiMBP w Szczecinie, 1979
- Bajka (dla dzieci) – Warszawa: KAW, 1979
- Ptak (mikropowieść) – Kraków: Wydawnictwo Literackie, 1981
- Cyt (powieść) – Kraków: Wydawnictwo Literackie, 1982
- Owszem (trzy krótkie prozy) – Warszawa: Czytelnik, 1984
- Ciąg dalszy (eseje i felietony) – Szczecin: Glob, 1989
- Kfazimodo (powieść) – Kraków: Wydawnictwo Literackie, 1989
- Opowieści Chrystoma (poetycka baśń) – Szczecin: Albatros, 1992
- Trzy razy (tryptyk prozatorski) – Warszawa: Państwowy Instytut Wydawniczy, 1995
- Chcę, żądam, rozkazuję (eseje) Szczecin: BASIL, 1995
- Bulgulula (opowiadania) Szczecin: BASIL, 1996
- Pst (trylogia, kontynuacja powieści Cyt) Szczecin: BASIL, 1997
- Rak (powieść) Szczecin: BASIL, 1998 (przedmowa: Henryk Bereza)
- Hm... Chcę, żądam, rozkazuję II (eseje) Szczecin, BASIL 1999
- Na strychu (opowiadanie) Szczecin, BASIL, 1999
- Mna. Chcę, żądam, rozkazuję III (eseje) Szczecin, BASIL, 2000
- Psie dni (opowiadania) Szczecin: BASIL, 2001
- Piszę (eseje) Warszawa, Fundacja im. K. Lewakowskiego, 2003
- Mała pornografia (powieść) Szczecin: BASIL, 2003
- Książka (powieść w opowiadaniach) Szczecin: Wydawnictwo Forma, 2006
- Jesień w Szczecinie (powieść w esejach) Szczecin: db, 2011